# La promesa (serie de televisión)
La promesa —en inglés: Broken Promises— es una serie de televisión colombiana producida por CMO Producciones para Caracol Televisión en 2013. Esta protagonizada por Julieth Restrepo, Nicole Santamaría y Aislinn Derbez con Luis Roberto Guzmán, Zharick León, y Manuel Navarro como antagonistas, y la actuación estelar de Jesús Ochoa.
La producción relata la historia de dos colombianas y una mexicana quienes a través de engaños y falsas promesas caen en poder de una red internacional de trata de personas. En la serie se muestra cómo las protagonistas llegan hasta España para ejercer la prostitución de forma obligada y cómo sus familiares y seres queridos hacen todo lo posible para dar con su paradero y rescatarlas. Inicialmente, la serie fue estrenada en mercados internacionales en 2012. En Colombia su estreno tuvo lugar el 4 de marzo de 2013, a través de Caracol Televisión.

## Sinopsis
Cada año cientos de mujeres caen en las redes de reclutadores que trafican con personas, viéndose forzadas a una vida de esclavitud sexual y laboral. Esta es la historia de «Ana», «Frida» y «Seleni», tres bellas jóvenes engañadas bajo la promesa de alcanzar la vida soñada. Inocentes y vulnerables, con la férrea convicción de que pese a las condiciones adversas en las que viven, pueden alcanzar un mejor futuro, serán engañadas y utilizadas por personas inescrupulosas que las adentrarán en una red de prostitución de la que no podrán escapar.
Ellas nunca se habían visto antes; pero se convertirán en amigas a la fuerza, cuando se encuentren en un camino sin retorno y vivan la peor pesadilla que puede sufrir una mujer: ser víctima de la trata de personas. Sin saberlo «Ana», «Frida» y «Seleni», han adquirido una deuda imposible de pagar y amenazas de muerte contra sus familias, por eso sólo tendrán dos caminos para tomar, vivir como prostitutas esclavizadas o arriesgar sus vidas en su búsqueda por la libertad. Estas tres mujeres y un lote de compañeras más, serán trasladadas a España, destino final de la mercancía humana de la banda de trata de personas colombiana donde un mundo ajeno espera sus servicios. En medio de su lucha por escapar del abismo, «Ana», «Frida» y «Seleni», tratarán de encontrar en el amor la clave para salir de la degradación y tortura que han vivido y con ellas, el público recorrerá el camino que las hará más fuertes o que terminará destruyéndolas.

## Producción y temática
La Promesa es una serie que con realismo y crudeza pone al descubierto el drama real que viven miles de personas en medio de un negocio multimillonario, y que mostrará al mundo entero como operan estas redes traficantes, el maltrato a quienes lo padecen, y el drama de los familiares que intentan, a toda costa, encontrarlas y rescatarlas.
Clara María Ochoa, fundadora y productora de CMO Producciones comenta que la historia de la serie (cuyo nombre tentativo inicial fue «Maltrato») nace de la necesidad de contar una historia real que no había sido tratada anteriormente en la televisión latinoamericana. También afirma que ella y su grupo de trabajo se sentían en la obligación y con la responsabilidad de denunciar el negocio ilícito de la trata de personas con el objetivo de cuestionar e informar al espectador sobre estos hechos poco conocidos o considerados como tabúes por el público en general. Una alianza de cooperación entre la oficina de las Naciones Unidas contra la Droga y el Delito (UNODC), CMO Producciones y el Canal Caracol se llevó a cabo para la realización de la serie. Con esta se proporcionaron todas las cifras y documentos necesarios para que la serie estuviera lo más cercano a la realidad. Bo Mathiasen, representante de UNODC sintetiza el por qué de esta unión al comentar que: «La alianza con Caracol es muy importante para informar a las personas, principalmente los jóvenes; sobre este tipo de delitos y las vulnerabilidades».
| Sentía la necesidad de contar una historia real que nunca se había contado en Colombia o en América Latina. [...] Me parecía una responsabilidad social de parte de CMO Producciones poder destapar y mostrarle al mundo cómo es este negocio, que en estos momentos dicen, que es el segundo negocio más rentable e ilícito en el mundo y que mueve millones de euros. —Clara María Ochoa sobre la producción de la serie. |

El trabajo en el concepto de la serie se venía realizando desde hacía tres o cuatro años antes del inicio de las grabaciones en 2011 a través de Latinoamérica y en España. Las locaciones para la producción se ubicaron en cuatro países: Colombia, México, Panamá y España. El rodaje en México se realizó en Oaxaca, de donde es oriunda la actriz Aislinn Derbez quien interpreta a Frida. En España, las grabaciones se realizaron en las ciudades de Toledo y Madrid, durante una estancia de 10 días de las protagonistas y siete personajes más de la historia. Las demás locaciones fueron en la Ciudad de Panamá, Bogotá y en el municipio de Sesquilé en Cundinamarca, Colombia.
Durante los ocho meses que duró la producción se utilizaron por primera vez en Colombia lentes 4K, tecnología de cine en alta definición. En cada uno de los países donde grabaron contrataron localmente parte del personal que trabajó detrás de cámaras. En México tuvieron apoyo de Rionegro Producciones, la misma empresa con la que CMO Producciones trabajó en la película Rosario Tijeras.

## Recepción
La Promesa recibió buenos comentarios por parte de los críticos luego de su estreno, destacando especialmente el tema de la serie. Adriana Marín del diario El Espectador valora la temática al comentar que la serie no es como las demás porque toca fondo y retrata algo real afirmando que «No cuenta una historia de amor, como las de siempre, aunque sí parte del amor. No hay un “vivieron felices para siempre” ni tampoco un “olvídalo(a) y vuelve a ser feliz”, porque la felicidad tardará mucho en regresar, si es que alguna vez lo hace».
Igualmente, se destaca el buen trabajo de adaptación de una dura realidad a la ficción y el hecho de que puede ayudar a crear conciencia, contrario a la tendencia actual de la televisión colombiana; tal y como lo afirma Omar Rincón, crítico de televisión del periódico El Tiempo al comentar que «Los tiempos para las historias críticas y realistas están duros en nuestra TV, donde solo gustan narcos, chistes y hembras. Por eso, hay que saludar que Caracol se haya metido con esta historia de tragedia colombiana: la trata de mujeres y su explotación sexual, una serie de la dura realidad». Las críticas de Javier Santamaría, también apoyan la causa y el mensaje que la serie promueve en la juventud actual diciendo que «[...]es una interesante propuesta enfocada básicamente a dar una voz de alerta a la juventud y a los padres de familia de todas esas jovencitas en Latinoamérica expuestas a la trata de personas».
En cuanto a los personajes, Rincón comenta: «Todos los personajes son malos o ingenuos. Todas las actuaciones están asustadas o malévolas. El estilo de la producción es oscuro». Santiago Gómez, del periódico Vanguardia Liberal, premia la credibilidad de los actores afirmando que éstos «retratan a los victimarios como gente corriente sin caer en estigmatizaciones que falseen la realidad». Mientras que Santamaría destaca la interpretación de Christian Tappan, quien «aunque lo hemos visto trabajar ininterrumpidamente en distintas series desde hace cinco años, logra matizar con acierto cada personaje y distanciarlos uno del otro. Algo contrario comenta sobre Juan Sebastián Calero, quien según él «se quedó encasillado por completo en los personajes de malandro y delincuente, desde su papel estelar en la teleserie Pandillas, guerra y paz no le hemos visto nada diferente histriónicamente hablando.»

## Audiencia
La promesa se estrenó el lunes 4 de marzo en Colombia a través de Caracol televisión. Su primer capítulo de una hora de duración se emitió a las 9:30 p. m. y registró un 9,4 (personas) y 24,3 (hogares) en audiencia y un 25,8 % de cuota de pantalla, ocupando la sexta posición de los programas más vistos de ese día. Finalmente, la serie aumentó su audiencia en sus semanas finales llegando hasta un pico máximo de 13,7 (Personas) y 31,6 (Hogares) de audiencia. y a la primera posición de los programas más vistos, logro que consiguió únicamente el 24 de mayo de 2013; día de la transmisión de su capítulo final.
El promedio general de la novela durante toda su emisión en Colombia fue de 23,8 (Hogares) y 9,2 (Personas). Estos resultados se basan en el promedio de los 54 capítulos emitidos por Caracol Televisión en Colombia, contrario a los 60 capítulos originales con los que cuenta la serie y que se transmitieron a nivel internacional.

## Lanzamiento en DVD y segunda temporada
Luego del final de La Promesa en Colombia, Ana María Ochoa; productora de la serie en entrevista con Caracol Radio comentó de las posibilidades del lanzamiento en formato DVD de la serie y sobre una nueva temporada de la misma. Ochoa confirmó que Caracol Televisión ya se encontraba en los preparativos para el lanzamiento en DVD y esperaba que éste se hiciera en un solo paquete; en vista que el lanzamiento en México se hizo en dos partes. En cuanto a una nueva temporada de la serie comenta que la historia puede tomar un nuevo curso donde esta terminó; ya que dos de sus antagonistas que se encuentran en prisión, puede que retomen el negocio de la trata de personas aun estando capturados.
En diciembre de 2013, el DVD oficial de la serie fue lanzado por Caracol Home Video y CMO Producciones. A diferencia de su lanzamiento en México, el lanzamiento en Colombia se hizo en un solo paquete que contiene tres discos con los 60 capítulos originales en su versión no censurada, incluyendo los capítulos no mostrados en su versión televisada.

## Reparto
- Julieth Restrepo - Ana Aguirre
- Aislinn Derbez - Frida Aguilera
- Nicole Santamaría - Seleni Aristizábal
- Luis Roberto Guzmán - Juan Lucas Esguerra
- Zharick León - Indira/Luz Miriam
- Christian Tappan - Roberto Aristizábal
- Jesús Ochoa - Don Vicente Ardellano
- Patricia Castañeda - Lucía León
- Manuel Navarro - Fermín
- Adriana Romero Henríquez - Manuela
- Noelle Schonwald - Rebeca
- Alejandra Chamorro - Valeria
- Juana Arboleda - Karen
- Marianela Quintero - Diana
- Juan Sebastián Calero - Hamilton Pérez
- Brian Moreno - Jorge "Yorlis"
- Saín Castro - Alirio Ordóñez
- Isabel Gaona - Mirta Montes
- Fanny Baena - Olga Aguirre
- Juan Cely - Crisanto
- Jorge Armando Soto - Yeison
- Daniela Nunes - María
- Ariel Galván - Cuatemoc
- Ilja Rosendahl - Alexei
- Federico Rivera - Penagos
- Mayahuel del Monte - Rosaura
- Constanza Camelo - Melissa
- Endry Cardeño - Tania
- Bernard Bullen - Javier
- Alejandra Lara - Britani
- María Isabel Arango - Elizabeth
- Jenny Vargas - Ingrid
- Irene Arias - Katherine
- Jennifer Arenas - Jessica
- Laura Ochoa - Andrea
- Constanza Gutiérrez - Sofía

## Premios y nominaciones

### Premios TvyNovelas
| Año  | Categoría                                           | Resultado |
| ---- | --------------------------------------------------- | --------- |
| 2013 | Mejor producción nacional favorita para el exterior | Ganadora  |

| Año  | Categoría                         | Nominado                                                          | Resultado |
| ---- | --------------------------------- | ----------------------------------------------------------------- | --------- |
| 2014 | Mejor Actriz Protagónica de Serie | Julieth Restrepo                                                  | Nominada  |
| 2014 | Mejor actriz antagónica de serie  | Adriana Romero Henríquez                                          | Nominada  |
| 2014 | Mejor actor antagónico de serie   | Brian Moreno                                                      | Nominado  |
| 2014 | Mejor Actor de Reparto de Serie   | Christian Tappan                                                  | Nominado  |
| 2014 | Mejor libretista                  | Irma Correa, Margarita Londoño, Paul Rodríguez, Catalina Palomino | Nominados |

### Premios India Catalina
| Año  | Categoría                                                | Receptor                                                           | Resultado |
| ---- | -------------------------------------------------------- | ------------------------------------------------------------------ | --------- |
| 2014 | Mejor serie o miniserie                                  | Mejor serie o miniserie                                            | Nominado  |
| 2014 | Mejor director de serie o miniserie                      | Klych López y Liliana Bocanegra                                    | Nominados |
| 2014 | Mejor historia y libreto original de serie o miniserie   | Irma Correa, Paul Rodríguez, Margarita Londoño y Catalina Palomino | Nominados |
| 2014 | Mejor actor protagónico de serie o miniserie             | Nicole Santamaría                                                  | Nominada  |
| 2014 | Mejor actor de reparto de telenovela o serie             | Christian Tappan                                                   | Ganador   |
| 2014 | Mejor actriz antagónica de telenovela, serie o miniserie | Adriana Romero Henríquez                                           | Nominada  |
| 2014 | Mejor actor antagónico de telenovela, serie o miniserie  | Brian Moreno                                                       | Nominado  |
| 2014 | Mejor fotografía de serie o miniserie                    | Andrés Gutiérrez y Diego Jiménez                                   | Ganadores |
| 2014 | Mejor arte de serie o miniserie                          | Diego López                                                        | Nominado  |
| 2014 | Mejor edición de serie o miniserie                       | Gerson Aguilar                                                     | Nominado  |

### Premios SHIFT
| Año  | Categoría   | Resultado |
| ---- | ----------- | --------- |
| 2013 | Mejor Serie | Ganadora  |

### Premios TV Adicto Golden Awards
| Año  | Categoría                                                                         | Resultado |
| ---- | --------------------------------------------------------------------------------- | --------- |
| 2012 | Mejores locaciones internacionales                                                | Ganadora  |
| 2012 | Premio especial a una magnífica telenovela de corte social hecha en el extranjero | Ganadora  |

### Premios Clic Caracol
| Año  | Categoría        | Nominado         | Resultado |
| ---- | ---------------- | ---------------- | --------- |
| 2013 | Mejor Producción | La promesa       | Nominada  |
| 2013 | Mejor actriz     | Julieth Restrepo | Nominada  |